# Aki Rahunen
Aki Rahunen, né le 24 décembre 1971 à Helsinki, est un ancien joueur finlandais de tennis professionnel.
Il a fait partie de l'équipe de Finlande de Coupe Davis au début des années 1990.

## Carrière
En juillet 1989, il devient Champion d'Europe junior, puis remporte le tournoi Challenger de Hanko.
Il intègre le top 100 en février 1990 après un quart de finale à Stuttgart. Il atteint son meilleur classement ATP en juin après avoir atteint le 3e tour de Roland-Garros puis les demi-finales du Tournoi de Florence où il est battu par le futur vainqueur Magnus Larsson.
En 1991, il atteint les quarts de finale à Philadelphie puis signe sa plus belle victoire à Barcelone sur Karel Nováček, 23e. Après plusieurs défaites consécutives, il se retrouve au-delà du top 200 et met fin à sa saison début août. Il revient en 1992 pour la tournée australienne puis décide de mettre un terme à sa carrière peu après, à l'âge de 20 ans seulement.
Il a la particularité d'avoir joué qu'un seul match de double dans sa carrière, c'était en 1988 à Helsinki. Le point ATP récolté lui a ainsi permis d'être classé à la 981e place.

## Parcours dans les tournois duGrand Chelem

### En simple
| Année | Open d'Australie | Open d'Australie | Internationaux de France | Internationaux de France | Wimbledon       | Wimbledon | US Open         | US Open   |
| ----- | ---------------- | ---------------- | ------------------------ | ------------------------ | --------------- | --------- | --------------- | --------- |
| 1990  | 1er tour (1/64)  | J. Sanchez       | 3e tour (1/16)           | M. Jaite                 | 2e tour (1/32)  | M. Stich  | 1er tour (1/64) | T. Muster |
| 1991  | 1er tour (1/64)  | J. Anderson      | 1er tour (1/64)          | T. Champion              | 1er tour (1/64) | P. Kühnen | —               | —         |
| 1992  | 2e tour (1/32)   | C.-U. Steeb      | —                        | —                        | —               | —         | —               | —         |

N.B. : à droite du résultat se trouve le nom de l'ultime adversaire.

## Parcours dans lesMasters 1000
| Année | Indian Wells        | Miami               | Monte-Carlo | Rome | Hambourg | Canada | Cincinnati        | Stockholm | Paris |
| ----- | ------------------- | ------------------- | ----------- | ---- | -------- | ------ | ----------------- | --------- | ----- |
| 1990  | -                   | -                   | -           | -    | -        | -      | 1er tour J. Arias | -         | -     |
| 1991  | 1er tour F. Santoro | 1er tour S. DeVries | -           | -    | -        | -      | -                 | -         | -     |

N.B. : sous le résultat se trouve le nom de l’ultime adversaire.